# Erchinoald
Erchinoald (zm. ok. 659) – majordom Neustrii w latach 642–659.
Po śmierci Aegi w 642 został majordomem Neustrii. Uznawany za jednego z najwybitniejszych majordomów tej dzielnicy, której w tym czasie podporządkowana była Burgundia. Pozostał majordomem do swej śmierci ok. 659, a jego następcą został Ebroin.
Jego synem był Leudezjusz, majordom Neustrii zamordowany z rozkazu Ebroina. Prawdopodobnie jego córką była Emma, żona Eadbalda.